# Xenochlorodes gilvescens
Xenochlorodes gilvescens là một loài bướm đêm trong họ Geometridae.